# Campo Mourão (ort)
Campo Mourão är en ort i Brasilien.   Den ligger i kommunen Campo Mourão och delstaten Paraná, i den södra delen av landet, 1 000 km sydväst om huvudstaden Brasília. Campo Mourão ligger 611 meter över havet och antalet invånare är 75 401.
Terrängen runt Campo Mourão är platt. Campo Mourão är det största samhället i trakten.
Runt Campo Mourão är det i huvudsak tätbebyggt. Runt Campo Mourão är det ganska tätbefolkat, med 144 invånare per kvadratkilometer.